# Microdaceton
Microdaceton – rodzaj mrówek z podrodziny Myrmicinae.
Rodzaj dawniej zaliczany do Dacetini. W 2015 roku na podstawie analiz filogenetycznych zaliczony został do Attini przez P.S. Warda i innych.
Takson afrykański.
Należą tu 4 opisane gatunki:
- Microdaceton exornatum Santschi, 1913
- Microdaceton tanyspinosum Bolton, 2000
- Microdaceton tibialis Weber, 1952
- Microdaceton viriosum Bolton, 2000